# Nikomedija
Nikomedija je bio drevni grad na području današnje Turske u blizini grada İzmita.
Osnovan je 712. ili 711. prije Krista kao Megarija. Nju je srušio makedonski general Lizimah, a grad je ponovno 264. pr. Kr. sagradio Nikomedije I. Bitinijski te je grad po njemu dobio ime. Hanibal, poznati kartažanski vojskovođa počinio je samoubojstvo u blizini grada. Povjesničar Arijan rođen je u Nikomediji.
Za vrijeme Rimskog Carstva Nikomedija postaje glavni grad Bitinije, a kao sjedište careva i glavni grad Istočnog Rimskog Carstva 286. godine. Car Konstantin I. Veliki je također boravio (i umro) u Nikomediji sve dok nije sagrađena nova prijestolnica, Konstantinopol. No, ipak Nikomedija nije izgubila svoju važnost jer je kroz nju vodila glavna cesta od Male Azije do Konstantinopola uz obalu Crnog mora.
Međutim veliki potres koji se dogodio 24. kolovoza 358. izazvao je veliki požar i ogromno pustošenje grada.
Grad je obnovio i proširio car Justinijan pa je Nikomedija i dalje ostala važan grad. Poslije je bila vojničko središte Bizanta u borbi protiv kalifata koji su se sve više širili. Grad je od godine 840. počeo slabiti i stanovništvo se raspšilo.
1080-ih grad je bio sjedište za polazak u Križarske ratove, a poslije je bio sjedište Latinskog carstva. Nakon bitke kod Bapheusa i poraza bizantske vojske od Osmanlija 1302. grad se našao dvaput u okruženju od Turaka da bi 1337. bio osvojen i srušen.